# Fabienne Servan-Schreiber
Pour les autres membres de la famille, voir Famille Servan-Schreiber.
Fabienne Servan-Schreiber (née le 23 mars 1950 à Neuilly-sur-Seine) est une productrice de cinéma française. Elle préside la société Cinétévé.

## Biographie

### Famille
Fabienne Servan-Schreiber est la petite-fille de Robert Servan-Schreiber, journaliste et cofondateur des Échos avec son frère Émile, et de Suzanne Crémieux, vice-présidente du Parti radical, sénatrice du Gard de 1948 à 1971.
Elle est la fille du journaliste, député, et ancien directeur du journal Les Échos, Jean-Claude Servan-Schreiber et de Christiane Laroche ; elle a une sœur et un demi-frère du côté maternel, le banquier Édouard Stern
De 1971 à 1981, elle est mariée avec Pierre Wiazemsky (le dessinateur Wiaz) mais vit, à partir de 1973, avec Henri Weber, qu'elle épousera en septembre 2007, après 34 ans de vie commune et six enfants. Ils resteront mariés jusqu'à la mort de l'ancien sénateur et député européen en avril 2020.

### Formation
C'est au collège Sainte-Marie des Invalides (aujourd'hui Paul Claudel-d'Hulst) puis au lycée Victor-Duruy qu'elle fait sa scolarité, pour elle une échappatoire à l'environnement familial « où l'ambiance était aux disputes ». Elle est en outre licenciée en histoire de l'université Paris-Sorbonne.

### Carrière dans l'audiovisuel
Après sa licence, Fabienne Servan-Schreiber se forme auprès de grandes signatures de l’audiovisuel tels Henri de Turenne, Frédéric Rossif, Vincent Malle ou Claude Berri. Réalisatrice, elle fonde Cinétévé en 1983, une société de production audiovisuelle indépendante et en assure la présidence depuis cette date.
Elle produit en 2020 pour Cinétévé, PARLEMENT, une série humoristique et pédagogique sur le fonctionnement du Parlement européen vu par de jeunes assistants parlementaires.
Elle produit notamment pour Cinétévé, en 2021, Furcy, le procès de la liberté, un documentaire historique et juridique, remarquablement imagé, sur Furcy, enfant dont la mère indienne était légalement libre, car ayant voyagé et vécu quelques mois sur le sol français (« La servitude n'a point de lieu en tout ce Royaume, de sorte que l'esclave est franc et libre sitôt qu'il a mis le pied en France, comme il fut jugé par un ancien arrêt de la Cour », filmé tel que cité dans Apologie de René Herpin pour la République par J. Bodin), mais illégalement vendue comme esclave à l'âge de 10 ans. En 1817, sous la Restauration, Furcy réclame sa liberté à son maître, avec le soutien courageux du procureur de l'île Bourbon (La Réunion, dont la prospérité repose sur l'exploitation d'esclaves), depuis l'île Maurice, où il l'obtint, 27 ans après, sur son pourvoi en cassation.
Elle est vice-présidente de l’Uspa (Union syndicale de la production audiovisuelle), très investie depuis des années dans la place de la création à la télévision.

### Engagements
En 2011, Fabienne Servan-Schreiber s'engage aux côtés des étudiants étrangers ciblés par la « circulaire Guéant ». Entre les deux tours de l'élection présidentielle de 2012, elle rassemble de nombreuses personnalités telles Olivier Barrot, Vincent Chauvet, Dan Franck, Romain Goupil ou encore Axel Kahn et publie un appel sur ce sujet dans le journal Libération.
En 2012, elle signe une tribune intitulée « Pour une nouvelle république » appelant à voter pour le candidat François Hollande.
Elle est engagée à titre personnel dans plusieurs associations : porte-parole de Ensemble contre la récidive, présidente de Droit Pluriel, vice-présidente d'Elise Care. Elle est l'une des fondatrices de Be Human - 1000 lives et membre fondateur de l'association Fraternité générale, lancée en novembre 2016. Elle est membre du conseil d'administration de la fondation Martine Aublet.[réf. nécessaire]
Elle est membre du collectif 50/50 qui a pour but de promouvoir l’égalité des femmes et des hommes et la diversité dans le cinéma et l’audiovisuel,.

### Décorations
Fabienne Servan-Schreiber est nommée au grade de chevalier dans l'ordre national de la Légion d'honneur, faite chevalier de l'ordre le 9 janvier 2007, promue au grade d'officier le 30 décembre 2016 au titre de  « productrice de cinéma ». 
Le 14 mai 1998, elle est nommée au grade de chevalier dans l'ordre national du Mérite au titre de « présidente-directrice générale de société ; 28 ans d'activités professionnelles ». Faite chevalier de l'ordre le 31 mars 2000, elle est promue au grade d'officier le 14 mai 2010 au titre de « présidente-directrice générale d'une société de production audiovisuelle ».
En 2021, elle est nommée au grade de commandeur de l'ordre des Arts et des Lettres.

## Prix
Plusieurs productions de Fabienne Servan-Schreiber ont été primées dans des festivals :
- Enfants de Daech, les damnés de la guerre - Prix Média Enfance Majuscule 2022 Catégorie Documentaire tourné à l'étranger, et International Emmy Award du meilleur documentaire 2022

- Marianne Faithfull, Fleur d'Âme - Fipa d'or 2018 Musique et Spectacle
- Les Témoins - Fipa d'or Interprétation féminine 2015 pour Marie Dompnier
- La Vie devant elles - Prix de la meilleure série française Séries Mania 2015
- Les Ponts de Sarajevo - Sélection officielle Festival de Cannes 2014 - Hors compétition - Séance spéciale
- Les Oubliées, Prix du meilleur Policier au festival de Luchon 2007 et prix du meilleur acteur, toutes catégories confondues, pour Jacques Gamblin au festival international de Telenovela de Mar del Plata, Argentine 2010
- Mais qui a tué Maggie, Fipa d’Argent, 2009
- Villa Marguerite, La Rochelle, 2008
- Jeanne au bûcher, Victoires de la musique, 2008
- Jalna, Sept d'or, 1994
- L’Attentat (New York festival 1999 – Doc Aviv 1999)
- La Vérité Vraie, Festival de Bar-Monténégro, 2000
- Fatou, la Malienne, Fipa d'or, Sept d'or, finaliste aux International Emmy Awards, 2001
- Maîtres et esclaves au Niger, Amsterdam, 2003
- Rikers High, Tribeca Film Festival, 2005
- L’Enfant d’une autre, Karlovy Vary, 2006
- L’Embrasement, Grand prix CB News, 2007
- Daech, les enfants fantômes Mention spéciale du Jury au Festival du documentaire sur la Justice et prix Prix Albert-Londres 2023 en catégorie audiovisuelle pour la réalisatrice Hélène Lam Trong.

Autres :
- Prix du producteur de la Procirep, 2001
- Prix du producteur français de télévision dans la catégorie fiction, 2015

## Publications
Participation à des ouvrages collectifs :
- Qu'est-ce que la gauche ?, Fayard, 2017
- Femmes et filles, Mai 68 éditions de l'Herne